# Governació de Najaf
La governació de Najaf (en àrab, محافظة النجف, en àrab romanitzat, Muḥāfażat an-Najaf) o  la  província de Najaf és un una governació de l'Iraq situada al sud-oest del país. La ciutat de Najaf és la capital de la governació, que inclou també la ciutat de Kufa. Aquestes ciutats son centre de pelegrinatge pels musulmans xiites i sunnites. A la governació hi ha la tomba de l'Iman Alí Abu Talib, que rep milions de visitants de tot el món.
La governació de Najaf té una superfície de 28.824 km2  i una població estimada de 1.510.338 habitants, la majoria xiites.
Segons el Llibre Guinness, el cementiri de Najaf, amb 9,17 quilòmetres quadrats, és el més gran del món.

## Geografia
La governació de Najaf limita amb les governacions d'Al-Anbar, Babil, Qadissiya i de Muthanna, a més de amb l'estat d'Aràbia Saudita, al sud. Està situada a 161 km de distància de Bagdad i a 80 km de Karbala. Està situada al centre-sud-oest del país.
Najaf està subdividida en tres districtes: el districte de Najaf, el districte de Kufa i el districte d'Al-Manathera. La seu de la governació està situada a la ciutat de Najaf.

### Geografia física i climatologia
El desert és el paisatge que domina gran part de la província. L'extrem nord-riental de la governació és regada pel riu Eufrates. Aquesta és la zona on hi viu la gran majoria de la seva població i hi ha les dues ciutats, a banda d'Al-Manathera. A l'oest de la ciutat de Najaf hi ha el mar d'Ajaf, un llac que, segons la NASA, està renaixent. Durant la invasió estatunidenca d'Irak, aquest havia desaparegut, però ha tornat a aparèixer durant la dècada de 2020. El mar de Najaf està regat pel riu Wadi al Milh, tributari de l'Eufrates.
El clima de Najaf és desèrtic. A l'estiu és extremadament sec i càlid. A l'estiu hi bufa un vent càlid (Al-Semom) i la temperatura pot assolir els 45 graus centígraus. Entre el desembre i el febrer, a l'hivern, el clima és molt fred. La primavera i la tardor són les estacions plujoses.

### Geografia humana i població
La majoria de la població de Najaf són xiites i el 85% provenen de Bagdad. Segons un informe de la UNOCHA (Oficina per la Coordinació dels Afers Humanitaris de la ONU, el 2009, els habitants de la governació té uns relativament bons indicadors de desenvolupament humà. Però a les zones suburbials de la capital són molt pobres. La zona té un subministrament relativament estable de corrent elèctrica i un accés a l'aigua potable deficient. Tot i això, segons l'informe, hi ha un nivell baix de malnutrició crònica i hi ha un baix nivell d'atur

## Història
L'actual província de Najaf és un territori que va ser dominat pels regne de Hira, que tenia la capital a Kufa, on encara s'hi conserven els palaus Al-Khawarnaq, A-Sadeer i Abi Al-Khaseeb. Posteriorment els reis del Califat Abbàssida van dominar la zona i també hi van constuir mansions.

## Economia
El turisme, l'agricultura, la ramaderia, el comerç i la construcció són els sectors econòmics més destacats de la província. El renaixement del mar de Najaf ha contribuit al desenvolupament de l'aquicultura i la pesca a la zona.

## Turisme
- Cementiri. És el més gran del món i hi ha les despulles de l'Iman Ali Abu Talib, que rep pelegrins d'arreu del món islàmic.
- Mar de Najar
- Mansions de les dinasties Hira i Abbàsides. Per exemple, els palaus Al-Khawarnaq, Al-Sadeer i Abi Al-Khaseeb.[6]